# Conamara Chaos

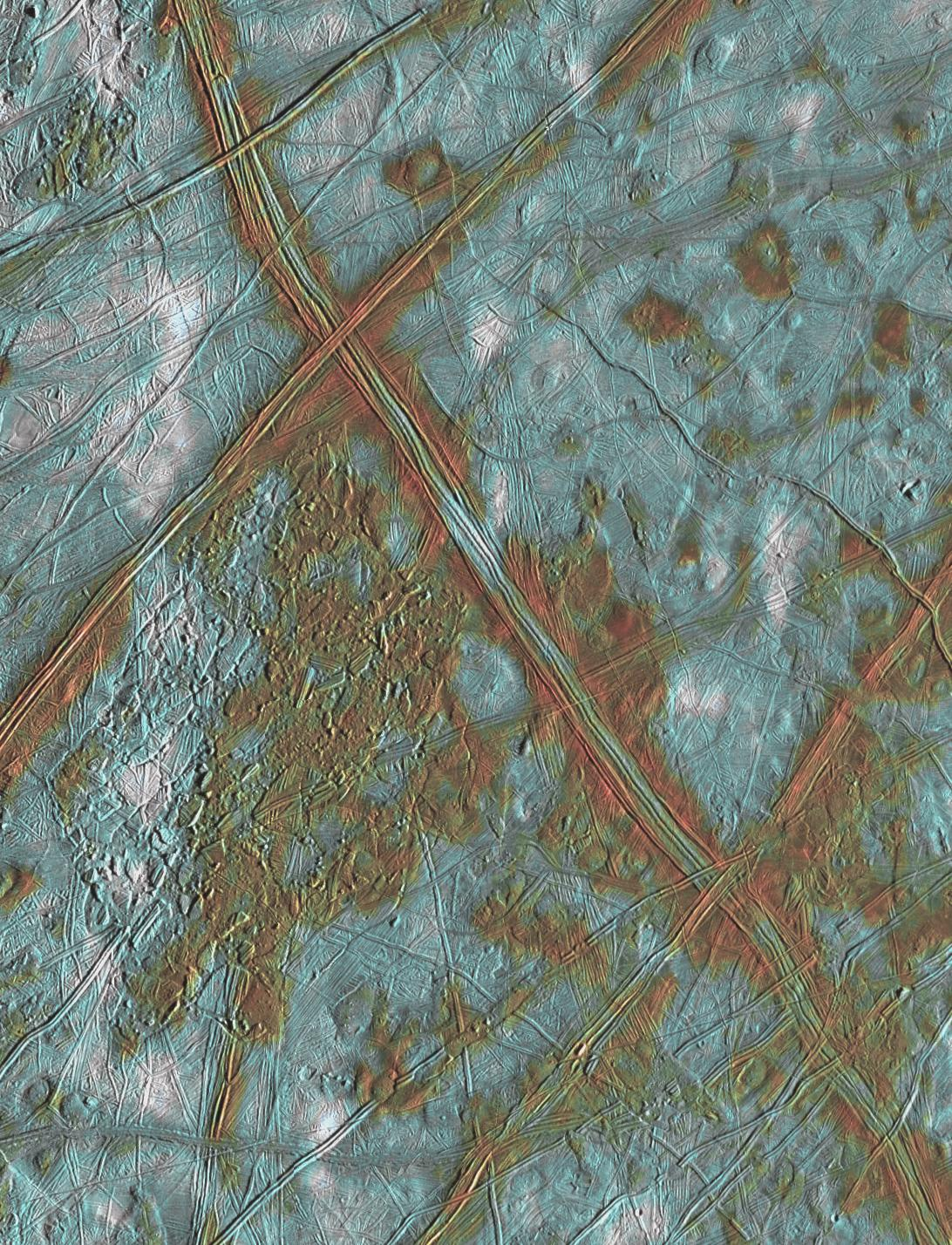
Conamara Chaos imagé en fausses couleurs par la sonde Galileo. La structure est localisée juste au sud de l'intersection de deux lineae de type « triple bande ».
Les surfaces blanches correspondent aux éjectas provenant du cratère Pwyll situé environ 1000 km plus au sud. Les couleurs brunes correspondent à de la glace enrichie en sels (magnésium et sodium notamment), suggérant l'extrusion de matériel profond en surface.

Conamara Chaos un objet géologique visible à la surface d'Europe, second satellite galiléen de Jupiter, centré sur les coordonnées suivantes : 9,7°N et 272,7°W. Il fut découvert et imagé à haute résolution lors des survols d'Europe par la sonde spatiale Galileo à la fin des années 1990. 
Son nom fait référence à une région située à l'ouest de l'Irlande nommée en l'honneur de Conmac, fils de la reine du Connacht. 
La région présente des tas de morceaux de glace à l'état fracturé. Cette structure subcirculaire très irrégulière s'étend sur un diamètre moyen d'environ 145 km et est actuellement rattachée, selon la nomenclature de l'Union astronomique internationale, aux structures de type zone chaotique. Elle se caractérise par des terrains hétérogènes constitués de blocs de dimensions variées éparpillés dans une matrice rugueuse. La topographie de Conamara Chaos semble relativement plane, sans grandes différences de niveau avec les terrains environnants. Ses contours sont irréguliers et bien délimités à l'ouest par un escarpement matérialisant la rupture des terrains encaissants. Les bordures orientale et plus particulièrement méridionale montrent localement des limites plus floues voire un débordement de la matrice du Chaos sur les terrains environnants.
La morphologie générale de Conamara Chaos permet de rattacher cette structure au groupe des zones chaotiques. Elle en constitue même un exemple archétypal.

## Hypothèses sur la formation deConamara Chaos
Deux grandes théories alimentent aujourd'hui les débats quant à la formation de nombreuses structures de la surface d'Europe. La formation de Conamara Chaos et des zones chaotiques en général est ainsi expliquée par les uns comme la manifestation d'une fusion plus ou moins importante au sein d'une cryosphère relativement peu épaisse impliquant des processus conductifs, et par les autres comme le résultat de l'ascension d'un diapir de glace « chaude » au sein d'une cryosphère « froide » plus épaisse (processus convectif). Des théories alternatives tentent de réconcilier ces deux camps en proposant que des lentilles de saumures plus ou moins liquides persistent à faible profondeur à la base du couvercle conductif d'une croûte de glace globalement épaisse et convective.
L'absence apparente de topographie actuellement n'invalide pas à nécessairement la théorie selon laquelle un dôme a pu se former initialement, favorisant ainsi la fracturation des terrains de l'encaissant.
La relative préservation des blocs porteurs de marqueurs au sein du chaos a permis de reconstituer partiellement la dynamique de la fracturation de la croûte de glace. 
Enfin, de récents travaux sur les zones chaotiques d'Europe proposent des synthèses intéressantes sur les mécanismes de formation des zones chaotiques et leur classification en fonction des caractéristiques morphologiques,,,.